# Буда-Ковалівська
Буда-Ковалівська (пол. Buda Kowalewska, рос. Буда-Ковалевская, Ковалевская Буда) — колишнє село у Фасівській волості Житомирського повіту Волинської губернії та Ковалівській і Красносілківській сільських радах Фасівського і Коростенського (Ушомирського) районів Коростенської та Волинської округ.

## Населення
Наприкінці 19 століття кількість населення становила 143 особи, дворів — 20, у 1906 році нараховувалося 151 житель, дворів — 24, на 1923 рік — 48 дворів та 262 мешканці.

## Історія
Наприкінці 19 століття — село Фасівської волості Житомирського повіту, за 54 версти від Житомира. Лежало на річці Розалівка, належало до православної парафії в Турчинці, за 4 версти.
У 1906 році — сільце Фастівської волості (7-го стану) Житомирського повіту Волинської губернії. Відстань до губернського та повітового центру, м. Житомир, становила 60 верст, до волосного центру, с. Фасова — 18 верст. Найближче поштово-телеграфне відділення розташовувалося у Фасівці.
У 1923 році — сільце, увійшло до складу новоствореної Ковалівської сільської ради, яка 7 березня 1923 року включена до складу новоутвореного Фасівського району Коростенської округи. Відстань до районного центру, с. Фасова, становила 20 верст, до центру сільської ради, с. Ковалі — 1 верста.
23 вересня 1925 року, в складі сільської ради, включене до Ушомирського району Коростенської округи. 20 липня 1927 року передане до складу новоствореної Красносілківської сільської ради Ушомирського (згодом — Коростенський) району.
Зняте з обліку населених пунктів до 1 жовтня 1941 року.